# Successió de Cauchy
En matemàtiques, una successió de Cauchy és una successió tal que, parlant intuïtivament, la distància entre els seus elements es va fent més petita a mesura que s'avança en la successió, fins al punt que la distància entre dos dels seus elements pot ser tan petita com vulguem. Aquest tipus de successió rep el seu nom en honor del matemàtic francès Augustin Louis Cauchy.
Més formalment: una successió {\displaystyle (x_{n})} és una successió de Cauchy quan podem assegurar que, fixat un nombre {\displaystyle \epsilon >0} qualsevol, existeix un índex {\displaystyle n_{0}} tal que, per a tot parell de termes amb índexs {\displaystyle n,m\geq n_{0}} es compleix que la seva distància és inferior a {\displaystyle \epsilon }: 
{\displaystyle \forall \epsilon >0\quad \exists n_{0}\in \mathbb {N} \quad \mathrm {tal\ que} \quad m,n\geq n_{0}\Rightarrow |x_{m}-x_{n}|\leq \epsilon }.
En l'expressió anterior se suposa que els {\displaystyle x_{n}} són nombres reals o complexos, però amb un petit canvi la mateixa definició es pot escriure per a successions de punts en un espai mètric qualsevol :
{\displaystyle \forall \epsilon >0\quad \exists n_{0}\in \mathbb {N} \quad \mathrm {tal\ que} \quad m,n\geq n_{0}\Rightarrow d(x_{m},x_{n})\leq \epsilon }.
En qualsevol espai mètric, tota successió convergent és una successió de Cauchy. Però en alguns espais mètrics, el recíproc no és cert. Per exemple, existeixen successions de Cauchy de nombres racionals que no tenen límit racional ; es pot citar la successió {\displaystyle (x_{n})} de racionals positius definida per recurrència de la manera següent :
{\displaystyle x_{0}=1,5} (o qualsevol altre valor racional positiu)
{\displaystyle \forall n\in \mathbb {N} \quad x_{n+1}={\frac {1}{2}}\left(x_{n}+{\frac {2}{x_{n}}}\right)}
Si es considera {\displaystyle (x_{n})} com una successió de nombres reals, convergeix cap a {\displaystyle {\sqrt {2}}}, i per consegüent és una successió de Cauchy ; però aquesta successió no té límit racional (se sap que {\displaystyle {\sqrt {2}}\notin \mathbb {Q} }).
Un espai complet és aquell on tota successió de Cauchy té límit. Aquesta és una característica definitòria del conjunt dels nombres reals i una noció important en moltes branques de l'anàlisi funcional, perquè dona lloc al concepte d'espai de Banach.